# پترسبرگ (هسن)
پترسبرگ (به آلمانی: Petersberg) یک شهر در آلمان است که در فولدا واقع شده‌است. پترسبرگ ۱۴٬۵۶۸ نفر جمعیت دارد.